# Klub der Zweiundzwanzig
Der Klub der Zweiundzwanzig (französisch Club des Vingt-deux), der auch als Club de Valois bekannt wurde, war ein vom Abbé Sieyès 1789 gegründeter politischer Klub während der Französischen Revolution.

## Entstehung und Ziele
Diese kleine Gruppe wurde von Abt Sieyès mit Mitgliedern des revolutionären Bürgertums und des liberalen Adels gegründet, teilweise aus der Loge der neun Schwestern, die er im Club de Valois zusammenbrachte, der am 11. Februar 1789 im Palais Royal eröffnet wurde. Der Herzog von Orleans stellte in seinem Palais Räume zur Verfügung, die aber nur über die Rue Valois zugänglich waren, woher die zweite Bezeichnung für die Vereinigung herrührte.